# Castellero
Castellero (Castlé en piemontès) és un municipi situat al territori de la província d'Asti, a la regió del Piemont (Itàlia).
Limita amb els municipis de Baldichieri d'Asti, Monale i Villafranca d'Asti.
Pertanyen al municipi les frazioni de Bordone, Borgo, Bricco, Bricco Trombetta, Monterosso, Trucco, Vallotte, Valporino i Vernetto.